# ヴァウター・ブルヘル
ヴァウター･ブルヘル（Wouter Burger，2001年2月16日 - ）はオランダ・南ホラント州ザイト・バイエルラント出身のサッカー選手。ブンデスリーガ・TSG1899ホッフェンハイム所属。ポジションはミッドフィールダー。

## 経歴

### ユース時代
地元ザイト・バイエルラントのアマチュアクラブ、ZBVHでサッカーを始めた。その後 より大きなアマチュアクラブVv SHOに移ったがフェイエノールトとスパルタ・ロッテルダムのスカウティングにはかからず、SHOのユース監督 Arie Nugterenの伝手でSBVエクセルシオールのユースに10歳で加入した。2年後の12歳の時に念願の愛するクラブであるフェイエノールトに認められて加入した。
フェイエノールトでトップタレントの1人として見られるようになったブルヘルは17歳以下のチームでプレーしていた2017年3月30日に16歳で契約を結んだ。2017-18シーズンには最高年齢の19歳以下のチームに17歳で上がり、UEFAユース・リーグも含めて常にスタメンで活躍した。

### フェイエノールト
2018-17シーズンはプレシーズンにトップチームのトレーニングに参加し、2018年8月16日のUEFAヨーロッパリーグ予選のASトレンチーン戦で83分にタイレル・マラシアと交代で途中出場し公式戦デビューを果たした。その後は19歳以下のユースチームとヨング・チームの試合に出ながら、トップチームのトレーニングにも参加している。2018年12月12日に3年半の新契約合意が発表され、2019年2月25日に2023年までの契約を結んだ。5月15日のエールディヴィジ最終節のフォルトゥナ・シッタルトとのアウェーゲームで途中出場し、リーグ戦初出場を果たした。2019-2020シーズンの第1節 8月4日のスパルタとのホームゲームでは初のスタメン出場。
2020年10月3日、スパルタ・ロッテルダムに1シーズン、レンタルされることが発表された。

### バーゼル
2021年8月31日、FCバーゼルと2025年夏までの契約を結んだ。

### ストーク・シティ
2023年8月25日、EFLチャンピオンシップのストーク・シティに移籍し、4年契約を結んだ。移籍金は430万ポンド（500万ユーロ）と推定されている。8月29日、バーガーはロザラム・ユナイテッドを相手にしたEFLカップでの試合にフル出場し、6-1の勝利でゴールを決め、ストークでのデビュー戦を飾った。さらに、2024年2月14日にはクイーンズ・パーク・レンジャーズ戦で試合唯一のゴールを決めた。ブルヘルは2023-24シーズンのストークの中心選手として41試合に出場し、4ゴールを決め、チームは17位で降格を回避した。

### ホッフェンハイム
2025年7月22日、ドイツのTSG1899ホッフェンハイムに長期契約で移籍した。契約期間および移籍金の額は明らかにされていないが、デイリー・テレグラフの記者ジョン・パーシーによれば移籍金は400〜500万ユーロと推定されている。

## 人物・エピソード
アルへメーン・ダッハブラッドはUEFA U-17欧州選手権決勝当日の2018年5月17日にトップタレント3人を紹介した。そのうちの1人にブルヘルを挙げ、フェイエノールトのシニア・スカウトのマウプ・マールテンスの「オランダにはこれ以上なく完璧なミッドフィールダーがいる。ブルヘルはトーマス・ミュラーの強靱な肉体と運動能力にジェンナーロ・ガットゥーゾの毒を兼ね備えた選手」、KNVBのフットボール発展ディレクターであるアルト・ランゲレーの「オランダ人のミッドフィールダーに予想されるのとは全く違うプロフィールを持った選手」というコメントを紹介した。
ZBVHで最初にブルヘルを指導したバドバウト・デ・ペンデルは「マルク・ファン・ボメルのようなタイプだ。とても賢くて負けず嫌い。これはプロフットボールで成功するための重要なのクオリティ」と語っている。
フェイエノールトのテクニカル・ディレクター、マルティン・ファン・ヘールは初契約時に「オールラウンドなミッドフィールダー。ラインから離れてプレーできるが、フィジカルも強い。タレントに留まること無く、その才能をさらに伸ばすメンタリティも持たなければいけないが、彼は若い内から毎日自分の限界を最大限引き出そうという衝動を持っていた。それは両親の教育の賜物でもあるだろう」と語っている。
フェイエノールト・ファミリーで育ち、幼い頃からデ・カイプに通ってシーズンチケットも持っていた熱狂的なフェイエノールト･サポーターとして知られている。
2018年9月のKNVBカップのVVヘメルト戦では後半ピッチサイドでウォーミングアップ中にスタンドのフェイエノールト・サポーターに合わせて一緒に歌う姿がSNSに動画公開されて話題を呼んだ。
エールディヴィジ・デビュー前からファンに大きく愛され、ユース時代から試合後に観客の前で一緒にクラブ・リートの1つ"Mijn Feyenoord"を歌うのがすでに恒例になっている。エールディヴィジ・デビューの試合後も同様の光景があり、試合後のインタビューで「"Mijn Feyenoord"は僕のお気に入り1位の歌」と語っている。

## 参照
1. ↑  “ZBVH en SHO zijn trots op hun EK-finalist Wouter Burger (Oranje onder 17)”. www.knvb.nl. 2024年11月12日閲覧。
2. 1 2  https://www.feyenoord.nl/nieuws/nieuwsoverzicht/feyenoord-contracteert-jeugdspeler-wouter-burger
3. ↑  https://www.feyenoord.nl/nieuws/nieuwsoverzicht/wouter-burger-2023---121218
4. ↑  https://www.feyenoord.nl/nieuws/nieuwsoverzicht/contractondertekening-burger-250219
5. ↑  “Wouter Burger op huurbasis naar Het Kasteel” (オランダ語). Sparta Rotterdam (2020年10月3日). 2024年11月12日閲覧。
6. ↑  “Wouter Burger | FC Basel - Die offizielle Website” (ドイツ語). www.fcb.ch. 2024年11月12日閲覧。
7. ↑  “Stoke City: Wouter Burger signs from FC Basel on four-year deal for undisclosed fee” (英語). BBC Sport. (2023年8月25日) 2024年11月12日閲覧。
8. ↑  “Carabao Cup: Stoke 6-1 Rotherham: Potters hammer Millers to reach Carabao Cup third round” (英語). BBC Sport. (2023年8月29日) 2024年11月12日閲覧。
9. ↑  “Stoke City 1-0 Queens Park Rangers: Potters beat fellow strugglers to end four-match losing run” (英語). BBC Sport. (2024年2月14日) 2024年11月12日閲覧。
10. ↑  FR-Fans.nl (2019年5月15日). “Vinwin” (オランダ語). FR-Fans.nl. 2024年11月12日閲覧。
11. ↑  “Stoke City: Wouter Burger on securing home victory vs QPR” (英語). BBC Sport (2024年2月15日). 2024年11月12日閲覧。
12. ↑  Smith, Peter (2024年5月9日). “Stoke City end of season player ratings for 35-man squad” (英語). Stoke on Trent Live. 2024年11月12日閲覧。
13. ↑  “Southampton 0-1 Stoke City: Potters safe after win over Saints” (英語). BBC Sport. (2024年4月27日) 2024年11月12日閲覧。
14. ↑  『TSG Hoffenheim sign Wouter Burger from Stoke City』（プレスリリース）TSG1899ホッフェンハイム、2025年7月22日。2025年7月22日閲覧。
15. ↑  ジョン・パーシー [@JPercyTelegraph]「Stoke City transfer news - Stoke have accepted a bid of around €4-5m from #Hoffenheim for midfielder Wouter Burger.」2025年7月20日。X（旧Twitter）より2025年7月22日閲覧。
16. ↑  “De spotlights op drie talenten van Oranje Onder 17”. myprivacy.dpgmedia.nl. 2024年11月12日閲覧。
17. ↑  “ZBVH en SHO zijn trots op hun EK-finalist Wouter Burger (Oranje onder 17)”. www.knvb.nl. 2024年11月12日閲覧。
18. ↑  https://www.fr12.nl/dump/17626-wouter-burger-zingt-mee-met-uitsupporters.html
19. ↑  FR-Fans.nl (2019年5月15日). “Burger debuteert en moet zingen: 'Mijn Feyenoord, Ã©Ã©n van mijn favorieten'” (オランダ語). FR-Fans.nl. 2024年11月12日閲覧。